# Prudboj
Prudboj (ros. Прудбой) – osiedle w Rosji, w obwodzie wołgogradzkim, w rejonie kałaczowskim. W 2010 liczyło 798 mieszkańców.